# رينالدو كاستيلينغي
رينالدو كاستيلينغي (بالإيطالية: Rinaldo Castellenghi)‏ (مواليد 17 مايو 1906) هو ملاكم إيطالي، مثّل بلاده في الألعاب الأولمبية الصيفية 1924.

## روابط خارجية
رينالدو كاستيلينغي على موقع بوكس ريك (الإنجليزية) (registration required)
- رينالدو كاستيلينغي على موقع أوليمبيديا (الإنجليزية)